# (19916) Donbass
(19916) Donbass est un astéroïde de la ceinture principale.

## Description
(19916) Donbass est un astéroïde de la ceinture principale. Il fut découvert le 26 août 1976 à Naoutchnyï par Nikolaï Tchernykh. Il présente une orbite caractérisée par un demi-grand axe de 2,23 UA, une excentricité de 0,18 et une inclinaison de 6,8° par rapport à l'écliptique.

## Compléments